# Rue de Venise (Paris)
Pour les articles homonymes, voir Rue de Venise.
La rue de Venise, est une voie publique, ancienne, du 4e arrondissement de Paris.

## Situation et accès
La rue de Venise, d'une longueur de 52 mètres, est située dans le 4e arrondissement, quartier Saint-Merri et commence aux 129, rue Saint-Martin et finit au 54, rue Quincampoix.
La rue de Venise est desservie par les stations du métropolitain et gares du RER :
- Hôtel de Ville (1 et 11)
- Rambuteau (11)
- Les Halles (4)
- Gare de Châtelet - Les Halles (A, B et D)
- Châtelet (1, 4, 7, 11 et 14)

## Origine du nom
C'est l'enseigne L'Écu de Venise, qui est à l'origine du nom de la rue.

## Historique
De 1250 à 1450, cette rue est désignée sous le nom de « rue Sendebours », « rue Hendebourg », « rue Erembourg » ou « rue Hérambourg de la Tréfelière ».
Elle est citée dans Le Dit des rues de Paris, de Guillot de Paris, sous le nom de « rue Sendebours La Tréfilière ».
Au milieu du XIVe siècle, elle a pour nom « rue Bertaut Qui Dort », nom d'un particulier qui y possédait une maison, nom qu'elle porte toujours sous Jean Le Bon, (1350-1364) où l'on cite à l'angle de la rue Saint-Martin une maison qui aboutissait par derrière à la maison de Bertaut-Qui-Dort. C'est en 1512 qu'elle prend le nom de « rue de Venise » à cause d'une enseigne.
C'était une rue sordide, dont les rez-de-chaussée étaient occupés par des commerces de chiffons. Les étages étaient peuplés d'une clientèle de miséreux.
C'est ici qu'au Moyen Âge les usuriers entassaient leurs richesses qui en sortirent au temps de Law par la rue Quincampoix sous la forme de papier-monnaie. Les agioteurs étaient ici légion, se volant mutuellement.
Elle est citée sous le nom de « rue de Venize » dans un manuscrit de 1636.
En 1702, la rue, qui fait partie du quartier de Saint-Jacques-de-la-Boucherie, comporte 6 maisons et 2 lanternes.
C'est dans cette ruelle, en 1720, sous la Régence du duc d'Orléans, que trois assassins criblés de dettes décidèrent de se refaire en trucidant un de ces riches agioteurs de la rue Quincampoix du nom de Lacroix, qu'ils attirèrent sous prétexte de négociation dans la rue de Venise, et là l'occire en le lardant de coups de poignard afin de lui voler son portefeuille. Un des compères, nommé de l'Estang, fils d'un banquier belge, qui faisait le guet, prit la fuite en entendant la victime hurler et la population sortir. Il se rendit à son hôtel, rue de Tournon, emportant ses valeurs et disparut. Les deux autres, le comte Antoine Joseph de Hornes, capitaine réformé, et Laurent de Mille, lui aussi capitaine réformé, furent saisis et roués vifs en place de Grève. Cet événement s'est déroulé devant l'auberge L'Épée de bois dont le propriétaire sortit le premier porter secours au malheureux. Cet endroit se situe au no 27, là où était établi un marchand de vin en 1875.
Il y avait un passage de Venise qui fut supprimé au profit du boulevard de Strasbourg, dont la formation à travers le jardin du couvent de Saint-Magloire était contemporaine de l'émission des assignats. Il y avait de même la cour Batave qui, tout près, occupait la place de l'hôpital du Saint-Sépulcre et qui a fait appeler « impasse Batave » jusqu'en 1806, un cul-de-sac de Venise et Quincampoix, confinant au jardin des filles de Saint-Magloire. Ce cul-de-sac disparu avait fait partie d'une rue de Bièvre et de Berne entre les XIIIe siècle et XVIIe siècle.
Une décision ministérielle du  12 prairial an X (1er juin 1802) signée de Chaptal fixa la largeur de cette voie à 7 mètres et une autre du 30 novembre 1822, signée Corbière et l'ordonnance royale du 29 avril 1839, l'ont portée à 10 mètres.
Au XIXe siècle, la rue de Venise, d'une longueur de 52 mètres, située dans l'ancien 6e arrondissement, quartier des Lombards, commençait rue Beaubourg, reprenait aux 73-75, rue Saint-Martin et finissait aux 26-28, rue Quincampoix.
Les numéros de la rue étaient rouges. Le dernier numéro impair était le no 5 et le dernier numéro pair était le no 6.

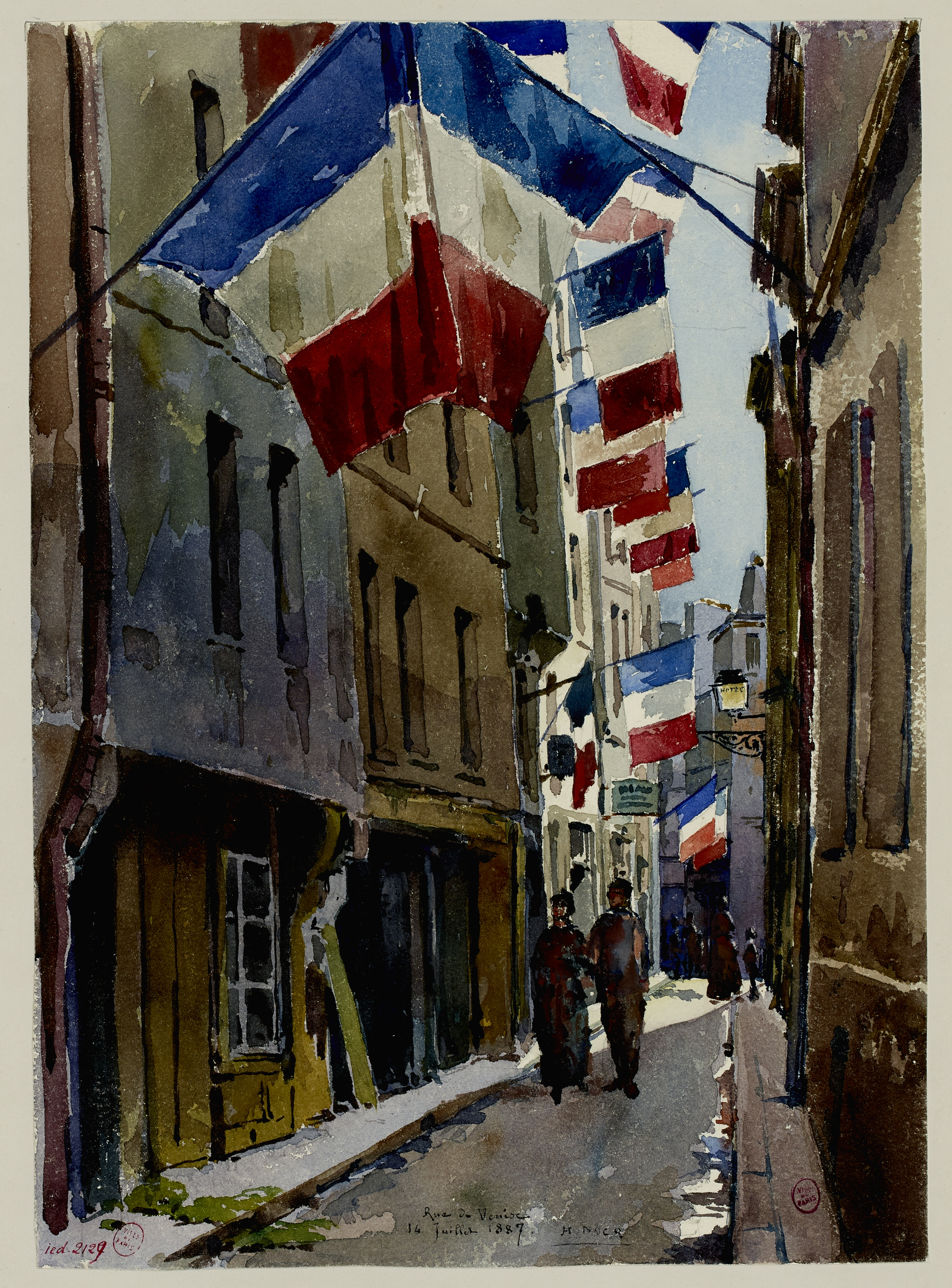
Le 14 juillet 1887 (dessin de Henry Nocq).
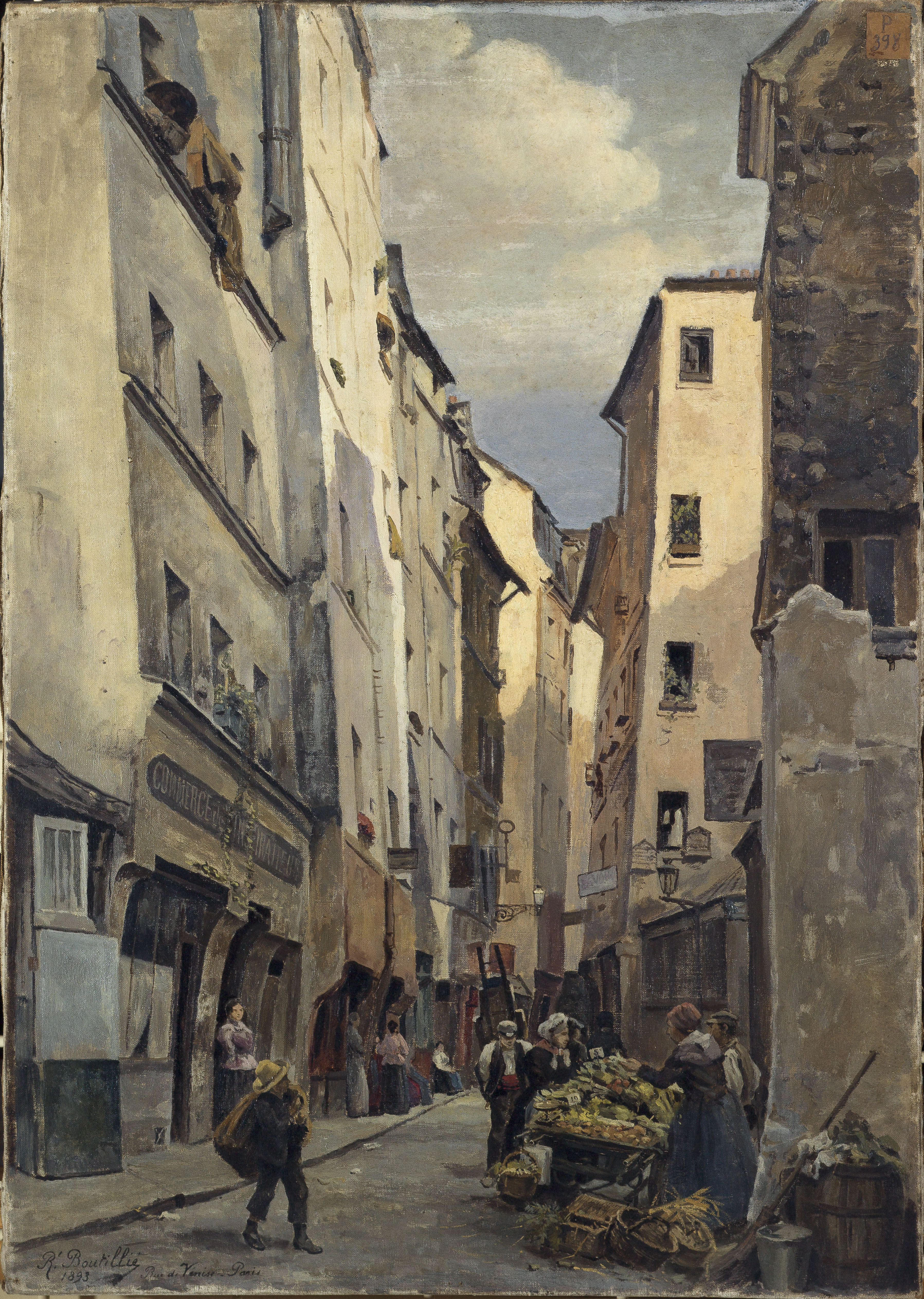
En 1893 (peinture de Raphaël Boutillier).
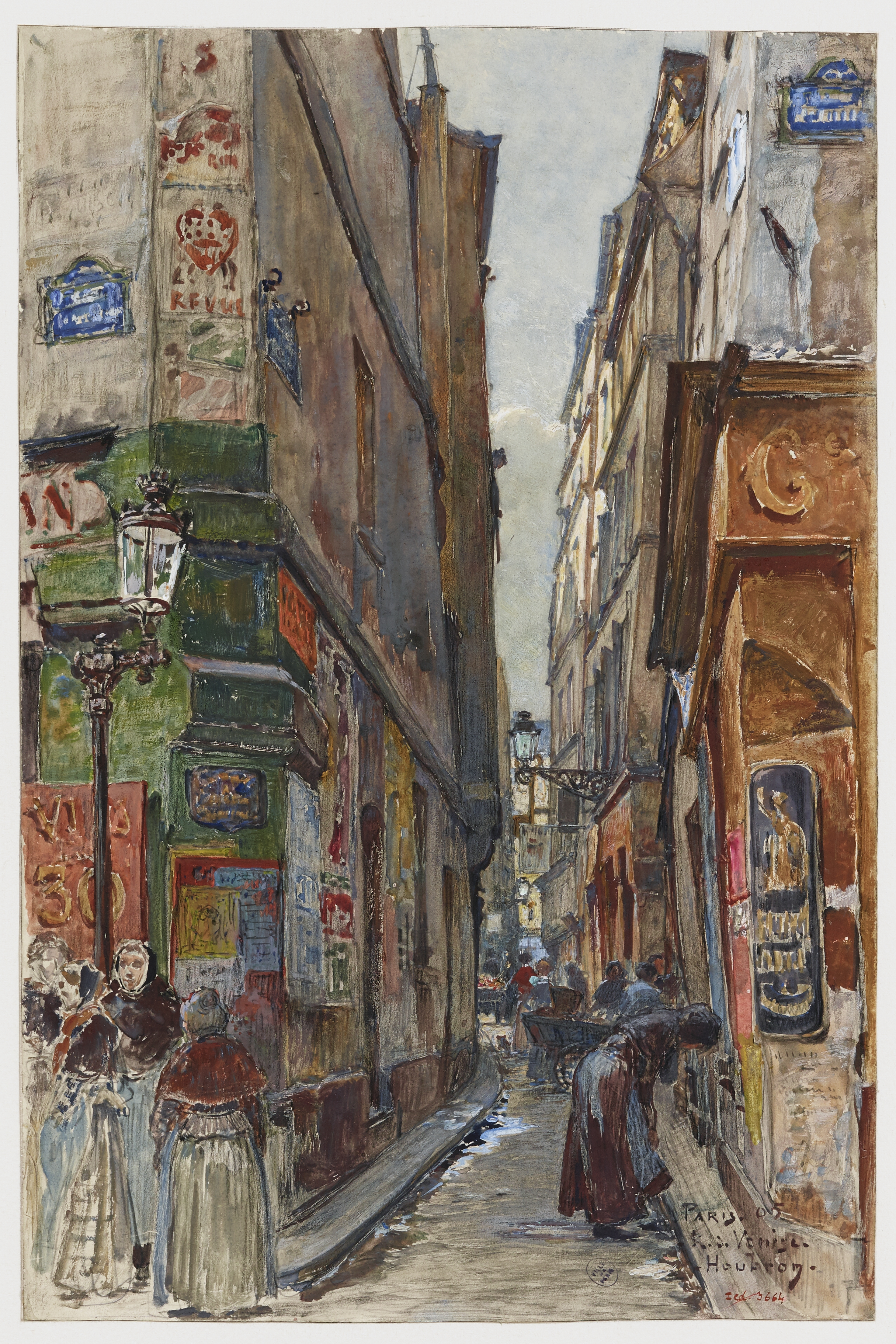
En 1905 (dessin de Frédéric Houbron).
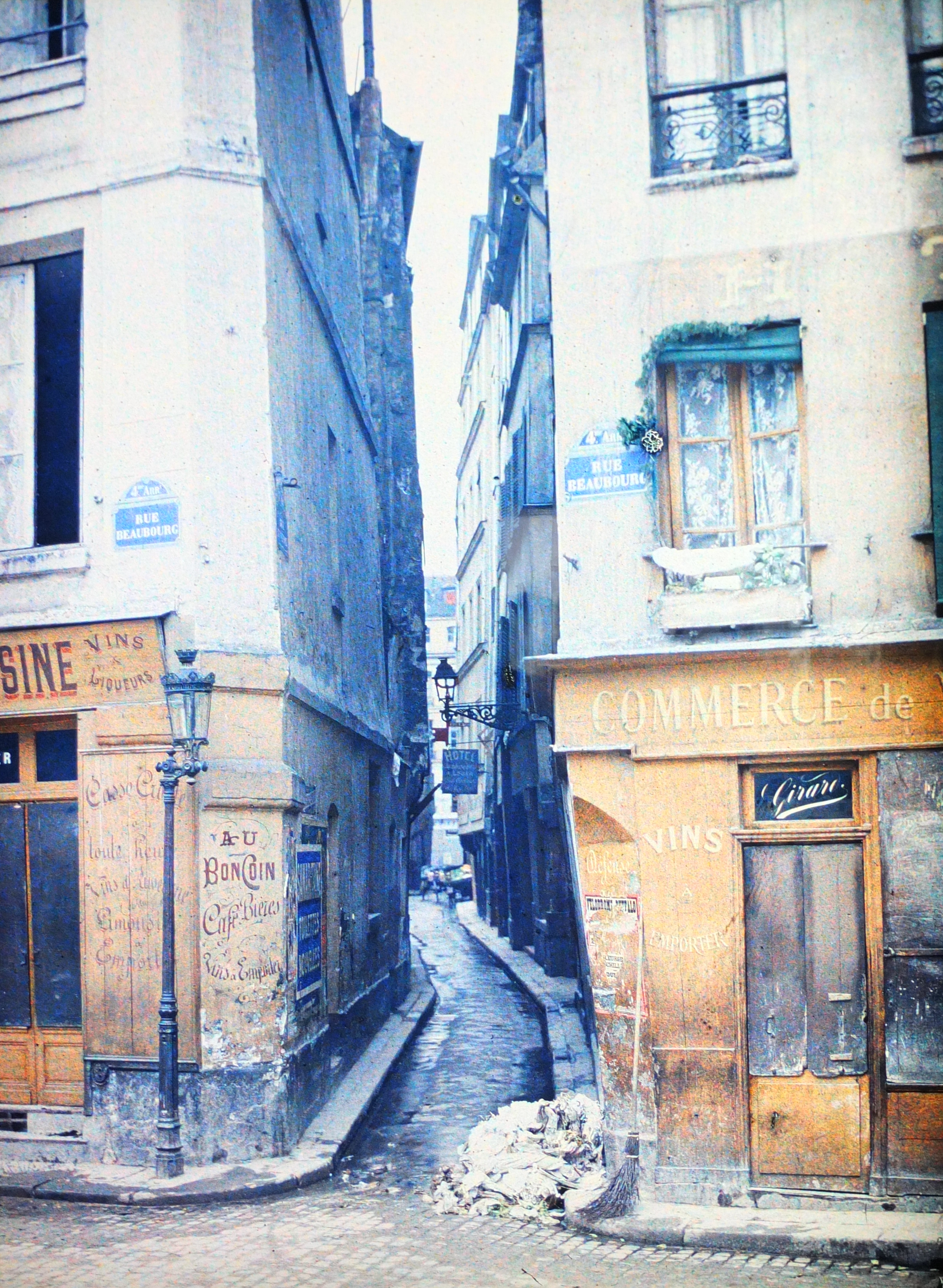
En 1914 (autochrome de Stéphane Passet).
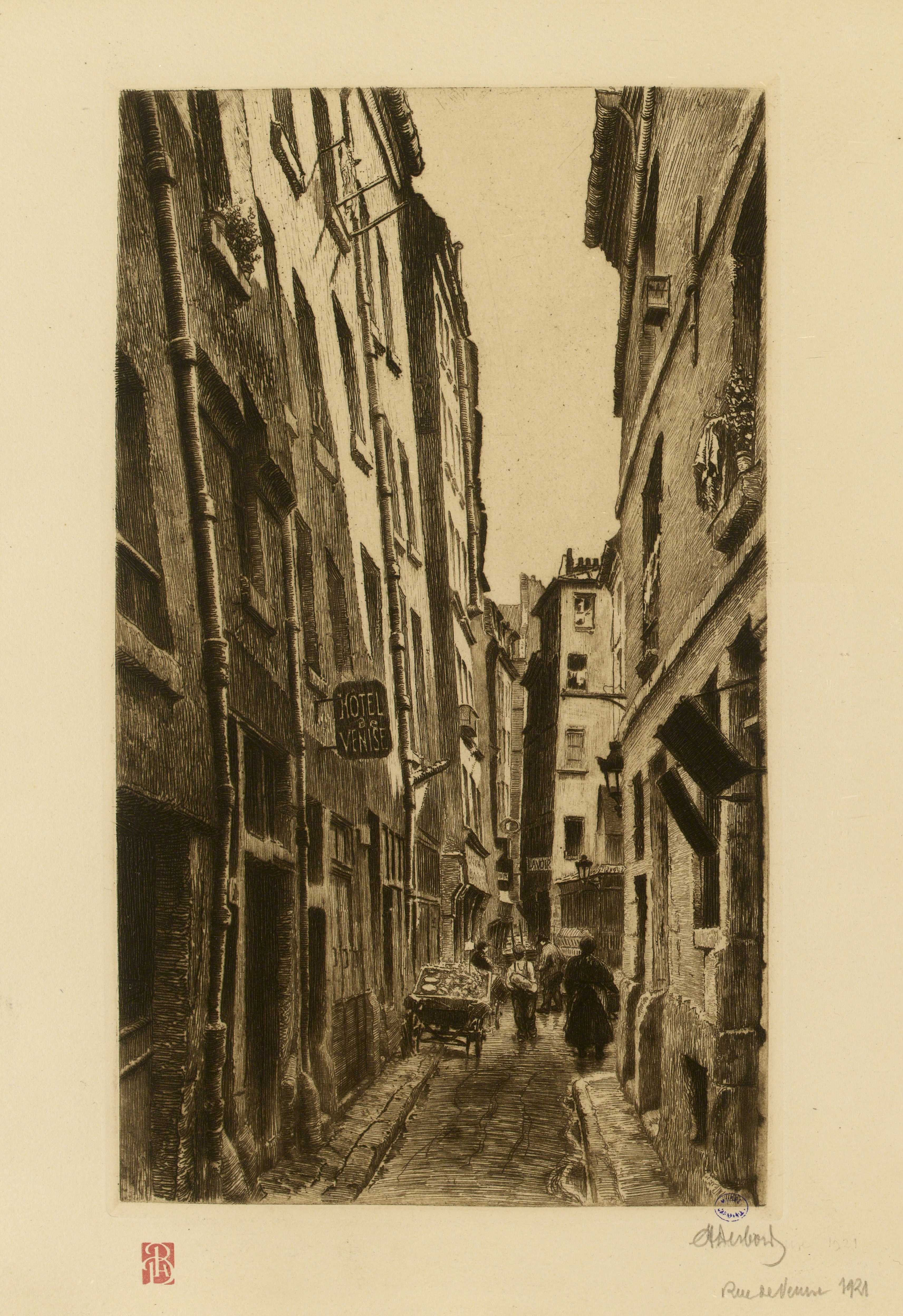
En 1921 (gravure de Pierre Desbois).
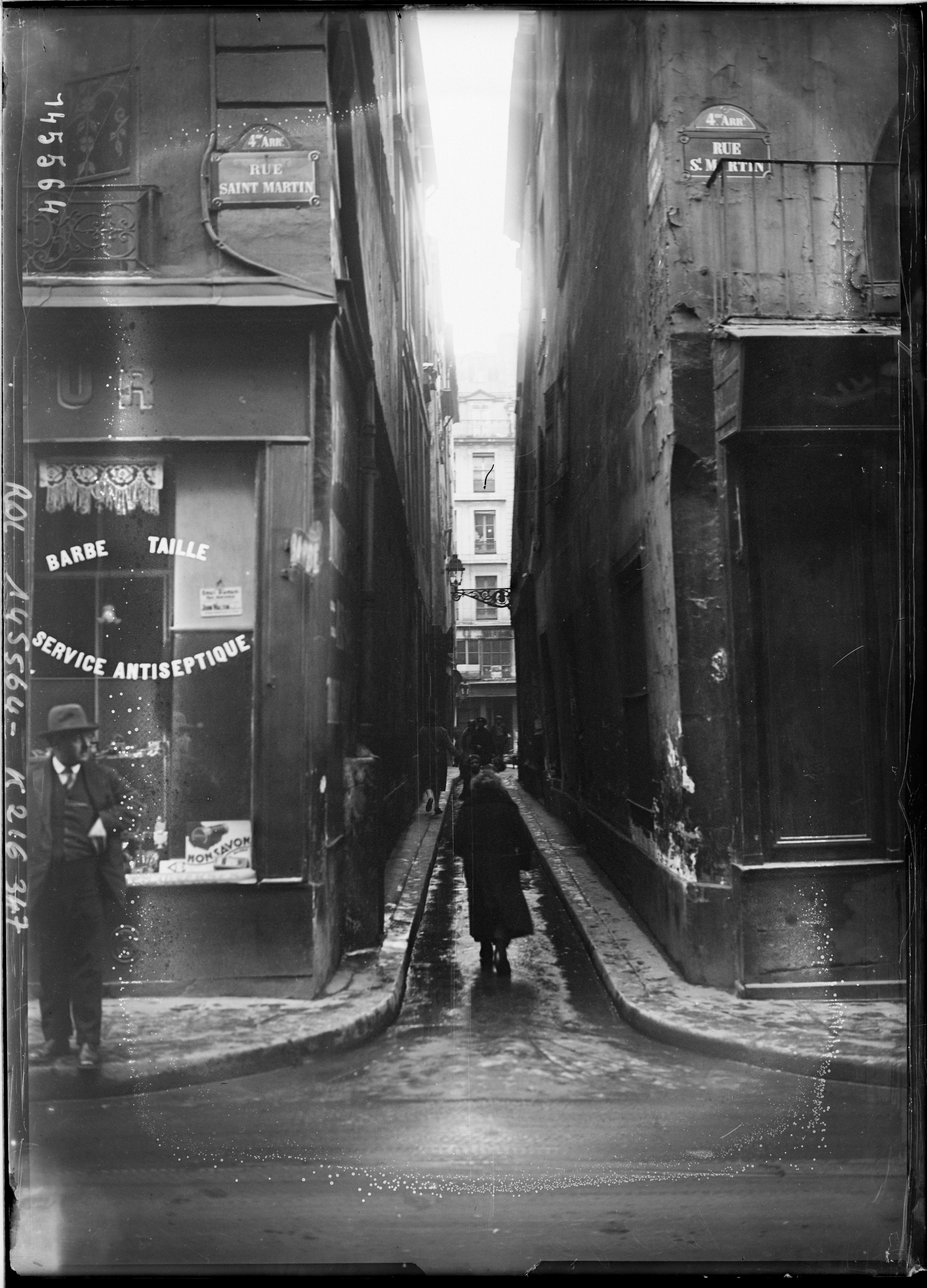
En 1930 (Agence Rol).

Jusqu'en 1936, elle était prolongée à l'est par la rue de la Corroierie puis, faisant partie de l'îlot insalubre no 1 la rue a été profondément remaniée.
Elle a gardé son étroitesse d'origine à son entrée rue Saint-Martin entre des immeubles anciens préservés  mais des bâtiments ayant été construits au-delà dans les années 1970, elle est un peu plus large en arrivant rue Quincampoix.

## Bâtiments remarquables et lieux de mémoire
- La fontaine Maubuée est située à l’angle de la rue de Venise et de la rue Saint-Martin[9].
- No 1 : c'est ici ou en face, au no 2, que se trouvait la maison de Bertaut-Qui-Dort. À l'angle de cette maison et de la rue Saint-Martin est située la fontaine Maubuée de Jean Beausire.

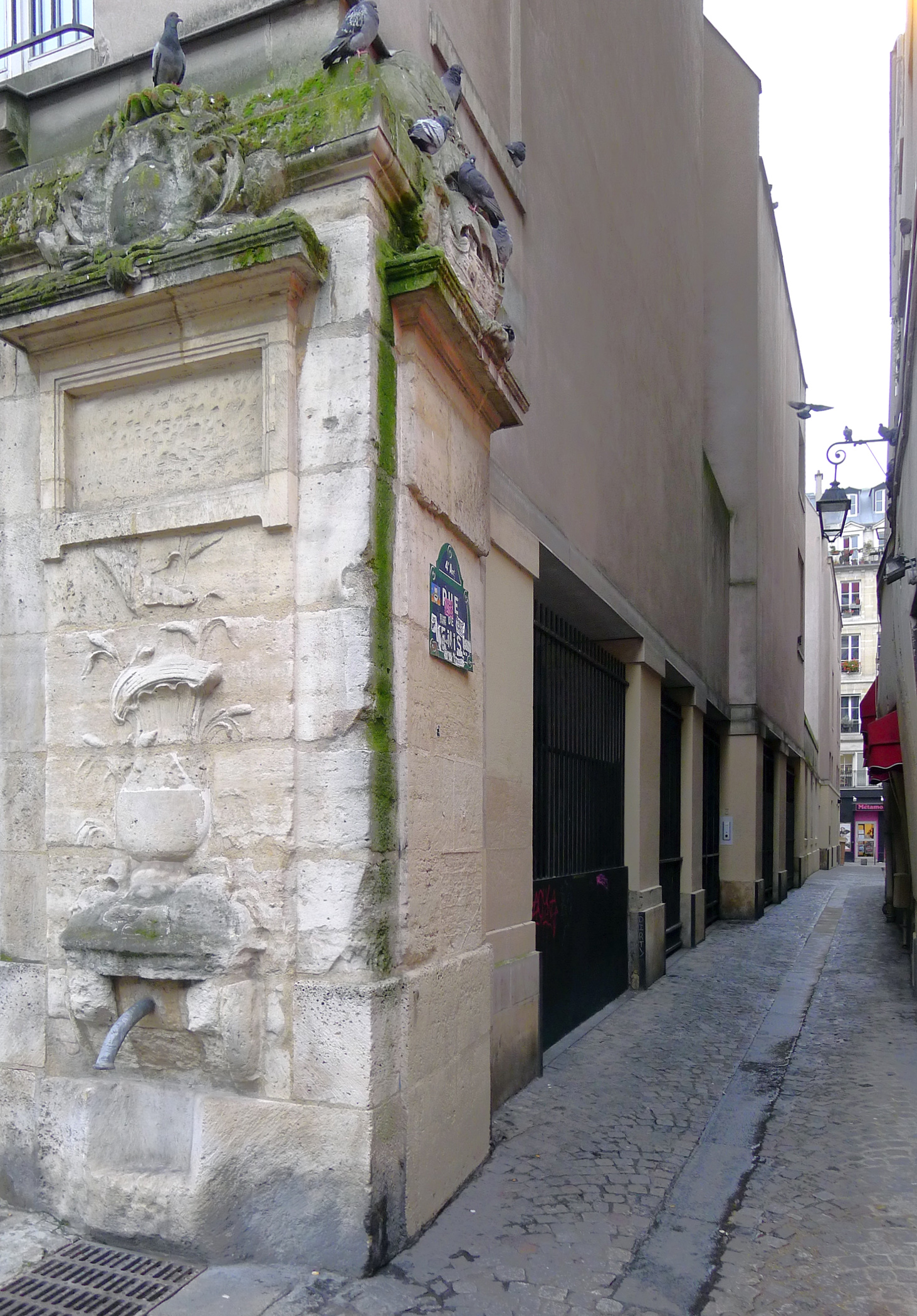
La fontaine Maubuée à l'angle de la rue.
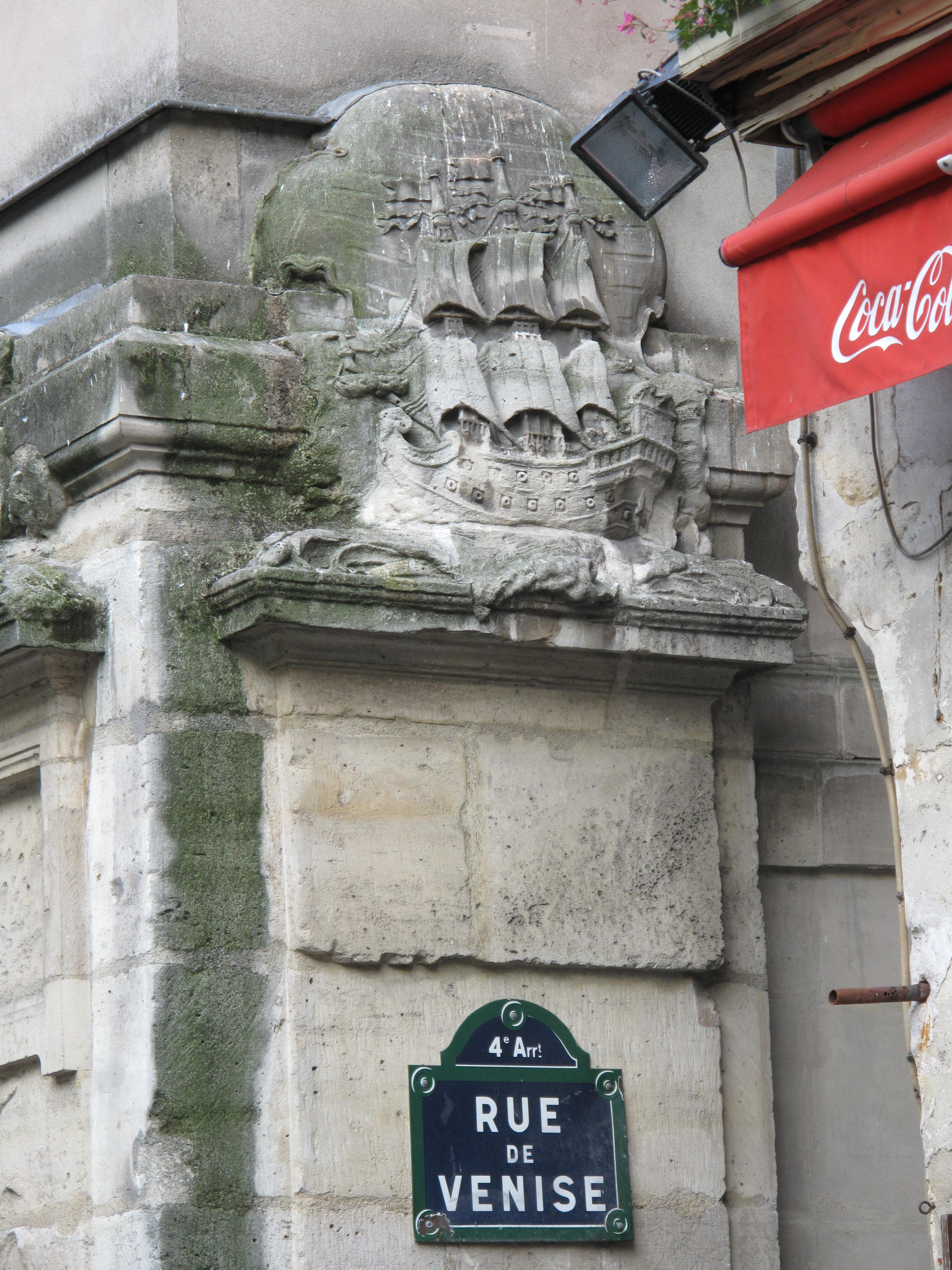
Plaque de rue de la rue de Venise, apposée sur une des faces de la fontaine Maubuée.

- No 7 : Centre Wallonie-Bruxelles.
- No 27 : ancien emplacement de l'auberge, L'Épée de bois. Entre 1643 et 1661, Mazarin y autorise les réunions d'une compagnie de maîtres à danser et de musiciens dont le chef se disait « roi des violons », devant laquelle fut assassiné, sous la Régence, l'agioteur Lacroix (1715-1723). Cette auberge avait une certaine célébrité par le renom de certains de ses clients. Ici vinrent Marivaux, Louis Racine. En 1875 y était installé un marchand de vin à l'enseigne du Cerf galant.
- No 28 : ancien emplacement d'un petit restaurant à l'enseigne du Port de Venise.